# Salto

Animace salta

Salto (z latinského saltus – skok) je akrobatický prvek – kotoul ve vzduchu s dopadem na nohy.
Tělo rotuje o 360° kolem horizontální osy tak, že nohy se dostávají nad hlavu. Provádí se s rozběhem nebo z místa, může směřovat vpřed, vzad i do strany, existují také salta několikanásobná. Provozuje se v cirkuse (proslulé salto mortale) nebo v některých sportovních odvětvích: sportovní gymnastika, skoky do vody, akrobatické lyžování. Naproti tomu v krasobruslení nebo skoku do dálky je salto zakázáno. Jako salto bývá také označován přemet provedený s motocyklem nebo letadlem.